# Порядин, Алексей Филиппович
Алексей Филиппович Порядин (20 марта 1938, р.п. Колыванстрой, Змеиногорский район, Алтайский край, РСФСР — 4 февраля 2008, Москва, Российская Федерация) — советский и российский гидротехник и государственный деятель, председатель Комитета при Совете Министров РСФСР/Государственного комитета РСФСР по жилищно-коммунальному хозяйству (1990—1991).

## Биография
В 1961 г. окончил Новосибирский инженерно-строительный институт им. Куйбышева по специальности «гидротехник», в 1966 г. — аспирантуру Новосибирского инженерно-строительного института. Доктор технических наук, профессор, академик Российской инженерной Академии.
- 1961—1977 гг. — главный инженер Новокузнецкого водоканала, начальник Кузбасского и Сибирского управлений «Росводоканалналадка», одновременно являлся доцентом Новосибирского инженерно-строительного института,
- 1977—1985 гг. — в системе Министерства жилищно-коммунального хозяйства РСФСР

заместитель начальника, начальник ряда управлений, директор Института «Гипрокоммунводоканал»,
- 1985—1990 гг. — заместитель министра жилищно-коммунального хозяйства РСФСР,
- 14 августа 1990 — 30 январь 1991 г. — председатель Комитета по жилищно-коммунальному хозяйству при Совете Министров РСФСР[1][2],
- 8 февраля — 15 ноября 1991 г. — председатель Государственного комитета РСФСР по жилищно-коммунальному хозяйству[3][4]; затем и. о. председателя данного госкомитета до 28 ноября 1991[1],
- 22 ноября 1991 — 20 февраля 1992 — председатель Комитета жилищно-коммунального хозяйства Министерства архитектуры, строительства и жилищно-коммунального хозяйства РСФСР[5][2].
- 1993—1994 гг. — член коллегии Государственного комитета санитарно-эпидемиологического надзора РФ,
- 1993—1996 гг. — первый заместитель министра охраны окружающей среды и природных ресурсов РФ,
- 1996—2000 гг. — первый заместитель председателя Государственного комитета РФ по охране окружающей среды.

С 1994 г. – председатель  Межведомственной комиссии по Черному морю.
Являлся советником Президента Фонда имени В.И. Вернадского по вопросам экологии; членом Президиума общественной организации «Российская Экологическая Академия», входил в состав Научно-экспертного совета Общероссийского общественного учреждения «Общественный институт экологической экспертизы». Осуществлял руководство экспертными комиссиями государственной экологической экспертизы крупномасштабных объектов, имеющих важное социально-экономическое значение.
Похоронен на Перепечинском кладбище.

## Награды и звания
- Заслуженный эколог Российской Федерации (27 января 1997) — за заслуги в охране окружающей среды и природных ресурсов[6].
- Почётная грамота Правительства Российской Федерации (21 марта 1998) — за заслуги в области охраны окружающей среды и многолетний добросовестный труд